# Taïf
Taïf (àrab: الطائف, aṭ-Ṭā’if) és una ciutat de la província de la Meca de l'Aràbia Saudita, relativament a prop de la Meca que es troba a uns 100 km al nord-oest. Està situada a 1.700 metres al vessant de les muntanyes d'as-Sarawat o Sarat. Té una població de 521.273 habitants (cens del 2004), i és la residència estival de la família reial saudita i és la sesina ciutat del país, tot i que n'era la quarta vers 1990. És el centre d'una zona agrícola coneguda pel raïm i la mel amb diverses valls. A la vall principal, Wajj, es troba la ciutat.

## Història
Al segle vi dominava la zona la tribu dels Banu Thaqif. La deïtat local era la deessa Al·lat, coneguda com "la Senyora de Taïf".
Poc abans de l'eclosió de l'islam es va construir un mur de pedra a l'entorn de la ciutat; ja existia una fortalesa preislàmica d'origen controvertit. El 630 es va lliurar una batalla a Hunayn prop de la ciutat i poc després els musulmans van començar el setge de Taïf que no va reeixir; els Banu Daws la van assaltar amb catapultes però l'atac va ser repel·lit. La batalla de Tabuk el 631 va deixar la ciutat aïllada i membres dels Thaqif van anar a la Meca per negociar la conversió de Taïf. Pel pacte amb Mahoma el territori de la ciutat fou declarat haram (sagrat). L'ídol Al·lat fou destruït junt amb altres signes de la prèvia ciutat pagana.
El 17 de juliol de 1517 el xerif de la Meca es va sotmetre al sultà otomà Selim I. Taïf, que formava part del Hijaz, va passar llavors sota sobirania otomana. El 1802 la van ocupar els wahhabites i el 1813 la van recuperar els otomans per mitjà de les forces egípcies. El mateix any fou visitada per l'orientalista suís Johann Ludwig Burckhardt que va descriure la ciutat just després de la reconquesta turca; encara eren visibles restes de la destrucció de la conquesta del 1802 i molts edificis estaven en ruïnes; la tomba de Abd-Al·lah ibn al-Abbàs, cosí de Mahoma i ancestre dels califes abbàssides, havia estat considerablement damnada. La població encara pertanyia als Thaqif en gran part. El 1843 els otomans van arranjar les casernes i el castell; el 1869 es va construir una casa per afers de govern (una Hükümet Konağı) i poc després s'hi va instal·lar una oficina de correus.
A l'inici de la I Guerra Mundial era comandant de Taïf Ahmed Bey, que manava sobre tres mil soldats i 10 canons. Ghàlib Paixà, governador del Hijaz, també estava sovint a la ciutat. El juny de 1916 els haixemites van llençar la rebel·lió Àrab contra l'Imperi Otomà. El juliol, Abd-Al·lah, el fill gran del xerif haiximita, Hussayn ibn Alí, fou enviat a la ciutat amb 70 homes. Ghàlib Paixà no va considerar perillosa una força tant petita però en secret Abd-Al·lah va portar a la rodalia de la ciutat a un exèrcit de 5.000 homes i llavors va tallar el telègraf i va començar l'atac; els assalts haiximites foren rebutjats pels canons i es va establir un setge complicat per les dues parts; lentament els haiximites van portar cànons i la ciutat llavors va caure amb certa facilitat; es va rendir el 22 de setembre de 1916. Posteriorment va quedar integrada en nou regne haiximita del Hijaz.
Abd-al-Aziz ibn Saüd, sultà del Najd, va autoritzar als al-Ikhwan manats pel Soldà ibn Bijad i Khaled ibn Luwai a atacar Taïf (setembre de 1924). El fill del rei, Alí ibn Hussayn, era l'encarregat de defensar la ciutat, però les seves tropes van agafar pànic i van fugir; 300 soldats haixemites foren morts pels Ikhwans que van entrar a la ciutat. El 1926 Ibn Saüd fou oficialment reconegut com a nou rei de l'Hijaz. Taïf va romandre formalment part del regne de l'Hijaz dins el regne de l'Hijaz i el Nedjd. El 1932 els dos regnes es varen unificar amb el nom de regne de l'Aràbia Saudita.
El 20 de maig de 1934 es va signar el tractat de pau de Taïf pel qual al-Hudayda, ocupada pels saudites, fou retornada al Iemen (20 de novembre de 1934) que a canvi va haver de reconèixer la possessió de la regió d'Asir i la Tihama als saudites. El mateix rei Abd-al-Aziz ibn Saüd va morir a la ciutat el 9 de novembre de 1953.
El 1932 Taïf era una ciutat medieval, però en els anys següents, sobretot quan va començar l'explotació del petroli, es va modernitzar. El 1965 el rei Faysal ibn Abd al-Aziz va obrir l'autopista de 87 km entre la Meca i Taïf, i el 1974 van començar les obres de la molt més llarga de Taïf fins a Abha i Jizan. El 1991 era una ciutat completament moderna i per les seves bones comunicacions fou escollida com a base pel Grup Rendon de televisió i ràdio que transmetia les notícies al Kuwait durant l'ocupació iraquiana.

## Llocs interessants
- Parc al-Rudaf
- Wadi Mitna, un santuari de Mahoma del 619
- Plantacions de roses
- Palau de Shubra de vers 1900, avui Museu regional, residència del rei Abdulaziz als anys trenta.
- Lloc de Roques excavades a 40 km al nord, un antic mercat preislàmic
- Fort turc, uns quilòmetres al nord de la ciutat
- Reserva de la natura a la muntanya al-Hada (de 2.100 metres)
- Al-Shafa un poble típic de muntanya a les muntanyes Sarawat.

## Persones il·lustres
- Al-Hajjaj ibn Yússuf
- Al-Mughira ibn Xuba.